# Heureka (Album)
Heureka ist das fünfte Studioalbum der Hamburger Indie-Rock-Band Tomte. Es erschien als Nachfolgealbum von Buchstaben über der Stadt im Oktober 2008 bei Grand Hotel van Cleef. Heureka beinhaltet zwölf Songs und eine rockigere Version von „Voran, Voran“, welche ebenfalls auf der Platte als Bonustrack enthalten ist.

## Kritiken
Die Kritiken sind unterschiedlich.
„Im pathetischen Titeltrack hantiert Uhlmann unbeholfen mit Existenzphilosophie und wirren Smiths-Versatzstücken. ‚Ich habe Angst vor dem Tod / Und ich fühl' mich wie ein Monolith / Ich werde immer noch für dich sterben / Aber bitte nehm' mich mit‘, schwadroniert er seltsam unterwürfig an einen nicht näher bestimmbaren Adressaten.“ „Das Gefühl stimmt immer noch bei Deutschlands größter kleiner Band, ein lachendes und kein weinendes Auge sind schließlich allemal genug.“ „Das fünfte Tomte-Album bietet 48 Minuten lang Stillstand und Fortschritt, aber durchgängige Spannung mag dabei nicht aufkommen.“

## Chartplatzierungen
Heureka war kommerziell ein Erfolg, das Album erreichte Platz neun der deutschen Albumcharts. Von den Single-Auskopplungen hingegen konnte nur „Der letzte große Wal“ in die Charts einsteigen. „Heureka“ und „Wie sieht’s aus in Hamburg?“ blieben ohne Platzierung.
Auch in Österreich und in der Schweiz stieg Heureka in die Charts ein.

## Titelliste
1. Heureka
2. Wie ein Planet
3. Der letzte große Wal
4. Wie siehts aus in Hamburg
5. Voran, voran
6. Küss mich wach, Gloria
7. Es ist so, dass du fehlst
8. & ich wander
9. Du bringst die Stories (ich bring den Wein)
10. Das Orchester spielt einen Walzer
11. Nichts ist so schön auf der Welt, wie betrunken traurige Musik zu hören
12. Dein Herz sei Wild
13. Voran, voran II

## Singles
- Der letzte große Wal - September 2008
- Heureka - Dezember 2008
- Wie siehts aus in Hamburg? - März 2009

## Mitwirkende
- Thees Uhlmann: Gesang, Gitarre
- Dennis Becker: Gitarre
- Max Schröder: Schlagzeug
- Simon Frontzek: Keyboard
- Tobias Kuhn, Torsten Otto: Produktion
- Swen Meyer: Abmischung
- Michael Schwabe: Mastering
- Dejan Patic, Ingo Pertramer: Covergestaltung